# Thomas Frick

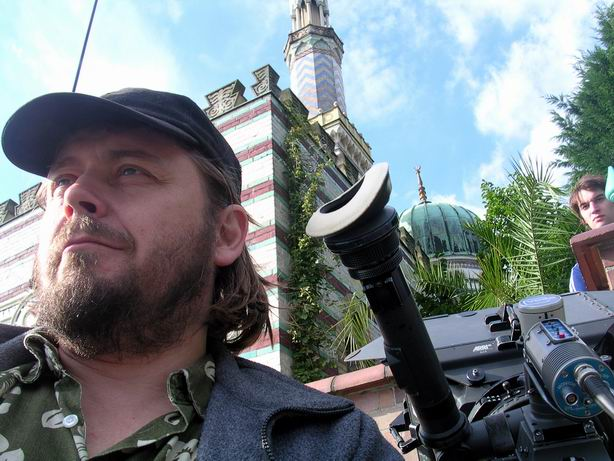
Thomas Frick (2005)

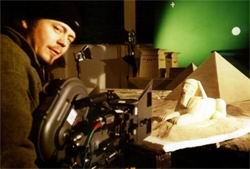
Thomas Frick am Lovelorn-Trickset

Thomas Frick (* 7. August 1962 in Rostock) ist ein deutscher Autor und Regisseur.

## Leben
Thomas Frick begann seine künstlerische Arbeit in den 1980er Jahren als Karikaturist, Liedermacher und Undergroundfilmer. Er gründete den Greifswalder Experimentalfilmzirkel und organisierte Underground-Filmfestivals in seiner Heimatstadt Greifswald.
Nach Verhaftungen, Hausdurchsuchungen und der Beschlagnahmung seiner Filmarbeiten und Schriften durch das Ministerium für Staatssicherheit nahm Frick Kontakt zu prominenten Künstlern in der DDR und Ungarn auf. Vor allem seinen Super-8-Filmen und der Vermittlung durch DEFA-Regisseure wie Heiner Carow und Claus Dobberke verdankte Frick seine Aufnahme ins Volontariat beim DEFA Studio für Spielfilme in Potsdam-Babelsberg im Jahr 1987.
Die 80er Jahre hindurch reiste er jeden Sommer per Anhalter durch Staaten des Ostblocks und filmte dabei mit seiner Super-8-Kamera. Insbesondere die Tramptouren in Armenien und Aserbaidschan mit seinem Freund Robert Conrad wurden später Gegenstand von Buchdokumentationen und Dokumentarfilmen wie Unerkannt durch Freundesland, Interrail. Die beste Reise meines Lebens, Super 8 - Das Ende einer Legende und Als die Jeans noch Niethose hieß.
Seine Ausbildung zum Regisseur absolvierte Frick von 1988 bis 1996 an der Filmhochschule HFF Konrad Wolf in Babelsberg unter der Mentorschaft von Claus Dobberke. Während dieser Zeit drehte er mehrere preisgekrönte Dokumentar- und Kurzfilme, so 10 Tage im Oktober und Varieté. Seinen international ausgezeichneten Diplomfilm Der unbekannte Deserteur drehte er 1994 als Co-Produktion mit der Universität von Kalifornien in Los Angeles; unter anderen mit Karoline Eichhorn, Alexander Schubert, Udo Kier und Ralf Möller. Der Mentor des Projektes war der deutsche Regisseur Roland Emmerich.
Nach Beendigung der Filmhochschule arbeitete Frick als Regisseur und Autor beim Fernsehen (Gute Zeiten – Schlechte Zeiten, Geliebte Schwestern, Alpha Team, Gott und die Welt), als Musikclip- und Werbefilmer (Clueso, Acoustica, Sony, Danone, Mc Paper, Rotes Kreuz, Telekom, Ferrero) und als Eventregisseur (Prix Europa) und ermöglichte sich somit seine freie Arbeit an eigenen Kurzfilmen (Emmerich, Grünes Licht, Dangerous animal).
1998 gründete Frick die „Thomas Frick Filmproduktion“ und 2001 übernahm er die Regie bei dem Abenteuerfilm Detective Lovelorn und die Rache des Pharao, in dem Mišel Matičević, Eva Hassmann, Reiner Schöne und Horst Buchholz (in seiner letzten Kinohauptrolle) zu sehen sind. Er war Vorstandsmitglied des Filmverbands Brandenburg.
1995 absolvierte er die Masterschool Drehbuch des FILMBOARD BERLIN-BRANDENBURG mit dem Stoff „Der Kleiderschrank“ auf Empfehlung von Sönke Wortmann, Ausbildung u. a. bei den Frank Daniels - Associates Don Bohlinger und James Nathan.
Frick betätigt sich aktiv in gemeinnützigen Projekten – meist Film- oder Drehbuchprojekten mit Jugendlichen wie Courage zeigen – Fremdsein überwinden, Couragierte Bilder, jugend denkt um.welt / youthinkgreen, und Sukuma.
2007 gründete er zusammen mit Helmut Spiering die Umweltinitiative und NGO „jugend denkt um.welt - youthinkgreen“, deren Vizevorsitzender er ist.
Thomas Frick ist Mitherausgeber und Mitautor des Nachhaltigkeits-Nachschlagewerks „Tree of Hope“.
Er unterrichtet Drehbuch, Werbedramaturgie und Regie in zahlreichen Ländern. Reisen als Filmemacher und Fotograf führten ihn u. a. in die U.S.A., Tunesien, Marokko, Ukraine, Nordkorea, Ägypten, Indien, Namibia, Malediven, die Vereinigten Arabischen Emirate und den Iran. Er war Referent an der Sächsischen Medienakademie und an der TÜV Rheinland-Schule in Dresden.
Als literarischer Autor veröffentlicht Frick seit 2015 Kurzgeschichten und Reiseerzählungen als Selfpublisher, gewann Preise, wurde in Anthologien aufgenommen und besuchte Schreibseminare mit Sebastian Fitzek, Andreas Eschbach, Klaus N. Frick, Uwe Anton, Michael Markus Thurner, Leo Lukas, Kathrin Lange, Ursula Poznanski, Andreas Gruber, Thomas Brussig und anderen.
Er schrieb für das Computermagazin c’t und für die Romanserie Perry Rhodan (Stellaris) und gehört dem Vorstand des Literatur-Kollegium Brandenburg an.
Thomas Frick ist der Sohn von Ursula Frick und Gerhard Frick.
Neben seinem künstlerischen Engagement arbeitet er nach wie vor in einer Pflegeeinrichtung als Krankenpfleger.

## Filmografie
Quellen

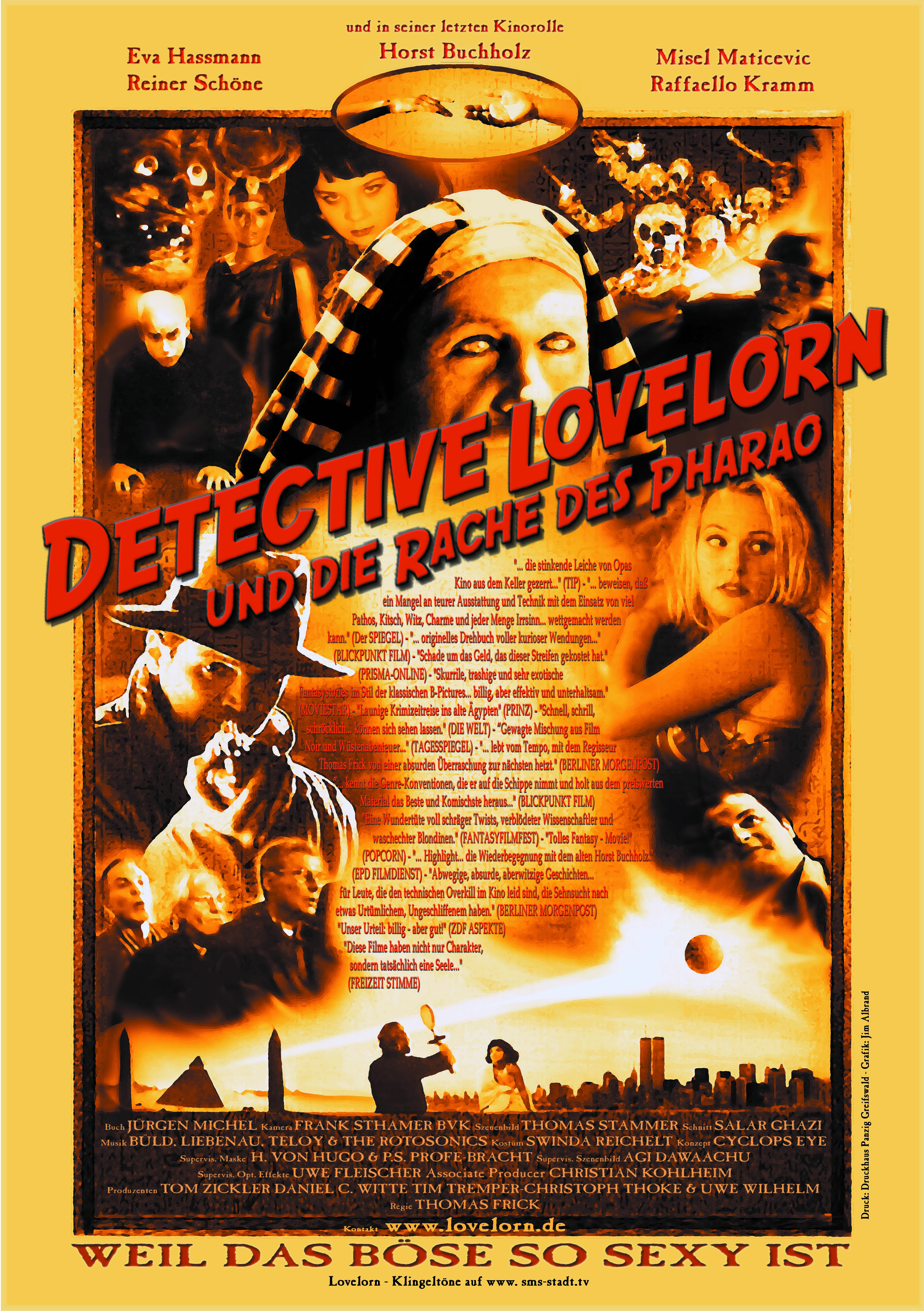
Filmplakat „Detective Lovelorn“

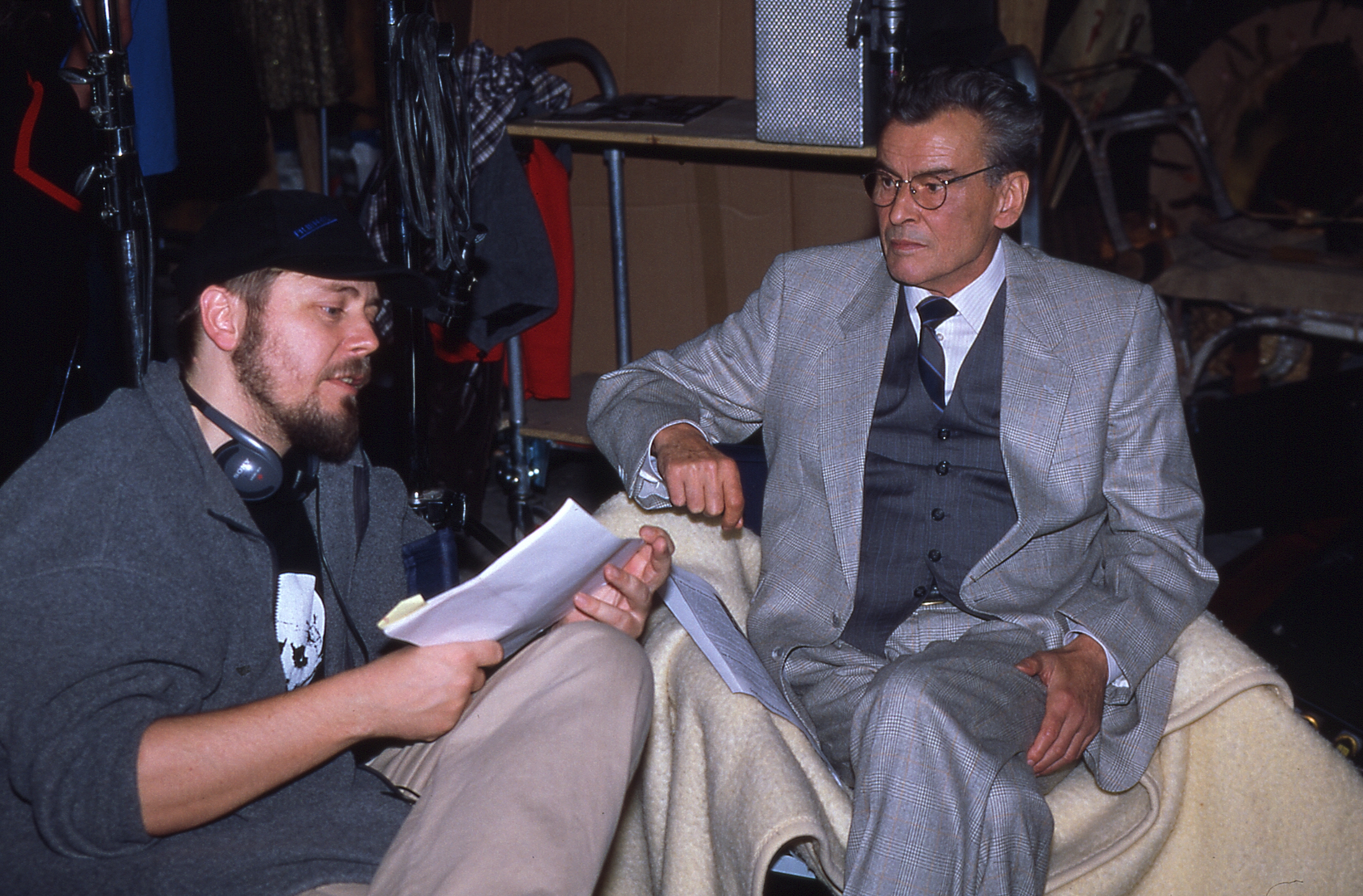
Horst Buchholz und Thomas Frick am „Lovelorn“-Film-Set

- Der Ausflug ins Gebirge (nach Franz Kafka, 1983)
- Das Massaker (1985/1987)
- Zeit der Feuer (1986)
- 10 Tage im Oktober (1989)
- Varieté (1992)
- Der unbekannte Deserteur (1994)
- Bilder aus der Magdeburger Jugendszene / Gott und die Welt (TV) (1994)
- Abschied von Deutschland (1995)
- Gute Zeiten – Schlechte Zeiten (TV) (1996–1998)[37]
- Do Swidanja Deutschland (1998)
- Geliebte Schwestern (TV) (1998) Krankenhausserie, Regie bei den Episoden 201–205[38][39]
- diverse Werbespots für Filmhaus Berlin (u. a. Deutsche Telekom, McPaper, Danone, Ferrero, Rotes Kreuz, Civitas) (1998–2000)
- Emmerich (1999)
- Grünes Licht (2000)
- Alphateam (TV) (2001)
- Clueso / Spiel da nicht mit (Musikvideo) (2001)
- Detective Lovelorn und die Rache des Pharao (2002) Kinofilm
- Dangerous Animal (2005)
- Eure Ordnung ist auf Sand gebaut, Doku (2006)
- Caspar David Friedrich – Der Gedankenmaler der Romantik (2007)[40]
- jugend denkt um.welt, Werbespots (2010–2012)
- Die neuen Eroberer der Festung Königstein – 5 Episoden (2014)
- SUKUMA – Spots für Nachhaltigkeit sowie SUKUMA – Storys of Change (2012–2022)[41]

## Theater
- Kikerikiste (von Paul Maar, 2007 ACUD Theater Berlin)[42]
- Geschlossene Gesellschaft (von Jean Paul Sartre) (2009 Theaterschiff Potsdam)[43]
- Beatles an Bord. Comedycal von Enrique Keil (2009 Theaterschiff Potsdam)[44][45]

## Veröffentlichungen (Auszug)
Quellen

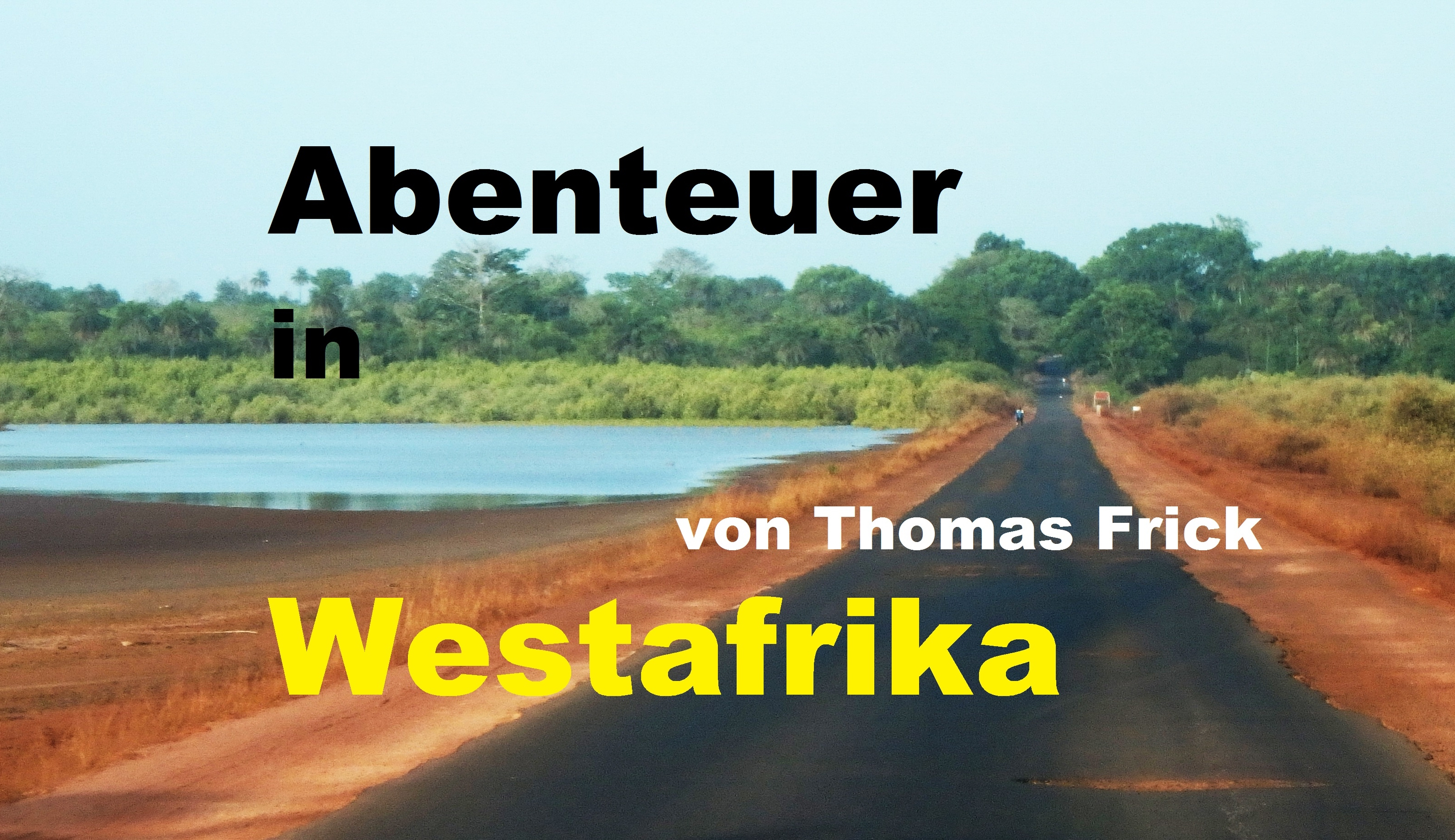
Buchcover „Abenteuer in Westafrika“ von Thomas Frick

- als Mitautor: Gegenbilder. Filmische Subversion in der DDR 1976–1989. Texte, Bilder, Daten. Sachbuch, Gerhard Wolf Verlag 1996
- Die perfekte Insel. Reiseerzählung, 2009 Publikumspreis der P.M., BOD
- Abgespaced. Phantastische Kurzgeschichten. ePubli, Holtzbrinck Publishing Group
- Abenteuer Westafrika. Reisebildband, ePubli, Holtzbrinck Publishing Group
- als Mitautor und -herausgeber: Tree of Hope. Medienhandbuch, Kellner Verlag
- Gagarin. In: Corona Magazine, Verlag in Farbe und Bunt 2016
- Der Mahr. In: Monster of the Week (Anthologie), ePubli, Holtzbrinck Publishing Group 2017
- CAL. 2. Platz im Literaturwettbewerb des VFR und Veröffentlichung in Raumfahrtjahrbuch „Space 2018“
- Die peinlichste Stunde des Konsul Gruner. Perry Rhodan, Verlagsunion Pabel Moewig 2018[47]
- Degenovskis Bestes. In: Quintessenz (Anthologie), SpaceNet Verlag 2018
- Abgespaced 2. Phantastische Kurzgeschichten, Band 2. ePubli, Holtzbrinck Publishing Group
- CAL. In: c’t Magazin Januar 2019, Heise Medien Verlag[48]
- PAL. In: c’t Magazin Januar 2020, Heise Medien Verlag
- WAL. In: c’t Magazin Januar 2021, Heise Medien Verlag[49]
- Hinter der Maske, in SchriftZüge 14 Taschenbuch: Brandenburgische Blätter für Kunst und Literatur[50]
- Funky Vlad, Kurzgeschichte in der Anthologie der BerlinAuthors 2021, Autor[51]
- HAL. In: c’t Magazin Januar 2022, Heise Medien Verlag[52]
- AAL. In: c’t Magazin Januar 2023, Heise Medien Verlag[53]
- Hinter der Maske, Kurzgeschichte in der Anthologie WortZeichen, Kulturmaschinen Verlag 2023[54], Anthologie Schriftzüge 2021[55], Autor, 1. Platz beim Publikumswettbewerb der Nacht der Poesie
- Tankstopp Pluto. Anthologie Andere Welten, Phantastische Geschichten, Hrsg. von Tobias Radloff, März 2024[56], Veröffentlichung im Raumfahrtjahrbuch Space 2022, 1. Platz beim Literaturwettbewerb des VFR[57]
- TAL. In: c’t Magazin August 2024, Heise Medien Verlag[58]

## Auszeichnungen
Quellen
- 2022: Nominierung für Publikumspreis Bester Kurzfilm 2022 beim Internationalen Greenscreen Filmfestival Eckernförde (Kurzfilm „Horrorgeschichten am Hochbeet“)[60]
- 2022: Nominierungen für Publikumspreis Bester Kurzfilm 2022 und Publikumspreis Bester Kurzfilm für Kids 2022 (Kurzfilm „Kann das weg“?) beim Internationalen Greenscreen Filmfestival[61]
- 2021: Erster Platz – bei der Vergabe des 4. Potsdamer Publikumspreises „Nacht der Poesie in der Alexandrowka“ des Literatur-Kollegiums Brandenburg[62]
- 2021: Erster Platz beim Sciencefiction-Kurzgeschichten-Wettbewerb des Vereins zur Förderung der Raumfahrt e. V.[63]
- 2018: Auszeichnung Projekt Nachhaltigkeit 2018 mit „Storys of Change“ (Rat für Nachhaltige Entwicklung, RENN)[64]
- 2017: Zweiter Platz beim Sciencefiction-Kurzgeschichten-Wettbewerb des Vereins zur Förderung der Raumfahrt e. V.[65]
- 2017: Ökumenischer Förderpreis Eine Welt für SUKUMA - Spot „Boden“[66][67]
- 2017: Qualitätssiegel und Auszeichnung als Transformationsprojekt des Rates für nachhaltige Entwicklung für SUKUMA-Filme[68]
- 2017: GreenTec Award für Publikation „Tree of Hope“ mit jugend denkt um.welt e. V. (Kategorie Kommunikation)[69]
- 2014: „Best Practice“ – Initiative des BMI für Fair-Trade- und Nachhaltigkeits-Spots, Qualitätssiegel des Rates für Nachhaltige Entwicklung mit SUKUMA[70]
- 2010: 3. Platz „Goldenes Stadttor“ für Imagefilm Mitteldeutschland
- 2008: Gewinner des P.M. Literaturwettbewerbs mit der Buchveröffentlichung Die perfekte Insel
- 2006: Bronze Award Worldfilmfest Houston Dangerous Animal
- 2005: Publikumspreis Internationale Grenzlandfilmtage Selb, sowie Publikums- und Hauptpreis Internationales Kurzfilmfestival Mechernich, dritter Platz Publikumswertung CON CAN Tokio, Publikumssieger „Shorts at Moonlight“ in Bad Soden, Nominierung für den Hollywood Filmfest Award (alle für Dangerous Animal), Gewinner des ECOTOPTEN Werbefilmpreises mit Susie!
- 2003: Medienpädagogik-Förderpreis der Sächsischen Landesanstalt für „Couragierte Bilder“
- 2002 Nominierung für den Boje-Buck-Drehbuchpreis auf den Potsdamer Sehsüchten mit “Der Hecht”
- 2002: Haupt- und Publikumspreis beim „Halloweenfilmfest“ in Stuttgart für Emmerich, Sonderpreis des BMI für Jugendfilmprojekt Courage zeigen – Fremdsein überwinden
- 1996: 1. Drehbuchpreis des ORB für Spielfilmstoff Heimat
- 1995: „Finalist Award“ International Worldfest Houston für Der unbekannte Deserteur
- 1993: „Beste Gestaltung“ Studentenfilmfestival Tokyo mit Varieté
- 1990: „Goldene Taube“ in Leipzig, „Preis für Jugend und Bildung“ Frankfurt /M. – für Dok.Film 10 Tage im Oktober[71][72][73]